# Serra de Son Jordi
La serra de Son Jordi és una serra mallorquina situada als termes de Son Servera, Artà i Capdepera, molt abrupta i poblada de pi blanc, garriga i alzinar. Son Jordi és una serra de materials calcaris, que recorre prop de 7 km. paral·lels a la costa. És una subunitat de les Serres de Llevant i arriba fins a la Costa dels Pins, vessant que conté la millor mostra de vegetació de la serra.
La serra té una orientació sud-est-nord-oest i va des del cap des Pinar fins al puig dels tres termes passant pels puigs des Moro, Negre de sa Torre, Penyal roig, de Son Jordi i de can Colete.
Actualment part de la serra forma part de l'ANEI Serra de Son Jordi que ocupa unes 288 ha de la serra. La millor forma per accedir a la serra és partir de la Costa de Canyamel, un centre turístic de la zona, des d'on surten diverses carreteres i pistes que s'endinsen a l'espai natural.

## Flora i Fauna
La màquia d'ullastre es combina amb pinedes, i a les obagues, hi predomina la garriga que és el resultat de la degradació dels alzinars, a causa dels repetits incendis. La fauna de la zona no és molt peculiar però hi destaquen l'àliga calçada i la geneta.